# Іван Богун (десантний корабель)
«Іван Богун» (U421) — малий десантний корабель на повітряній подушці Військово-Морських Сил України проєкту 1232.2 (тип «Зубр», за класифікацією НАТО — Pomornik). За контрактом від 24 січня 2000 року між державною компанією «Укрспецекспорт» і ВМС Греції проданий Греції. 17 лютого 2001 року одержав грецьку назву HS «Itaki» (грец. ΠΤΜ Ιθάκη). Бортовий № L181.

## Особливості проєкту
Малі десантні кораблі проєкту 1232.2 (також 12322) «Зубр» на сьогодні є найбільшими у світі десантними кораблями на повітряній подушці, що здатні виходити на берег, долати рови і траншеї, рухатися по болотах і висаджувати десант в глибині оборони противника. Один «Зубр» здатен доставити на берег до трьох основних бойових танків і 140 морських піхотинців. Для висадки десантів з МДКПП типу «Зубр» є придатними до 78 % загальної довжини берегової смуги морів і океанів світу. На відміну від інших проєктів МДКПП, «Зубри» в ході висадки можуть здійснювати вогневу підтримку сил десанту, для чого мають по дві 140-мм реактивні установки залпового вогню А-22 «Огонь».
Проєктування десантного корабля на повітряній подушці під шифром «Зубр» розпочалося у 1978 році, на основі досвіду експлуатації серійних ДКПП проєкту 1232.1 «Джейран». Перший «Зубр» був спущений на воду у 1986 році і вступив у склад флоту у 1988 році. Кораблі будувалися на суднобудівних заводах в Ленінграді, Хабаровську та на ФСК «Море» в Феодосії.
Основною силовою несучою частиною корпусу корабля проєкту 12322 «Зубр», що забезпечує міцність і непотоплюваність, є понтон прямокутної форми розмірами 57,3х21,9 метрів. Надбудова, що знаходиться на понтоні, двома поздовжніми перегородками розділена на три функціональних відсіки. У середній частині розміщено відсік десантної техніки з танковими доріжками і апарелями. У бортових відсіках розміщені основні й допоміжні енергоустановки, приміщення для особового складу десанту, житлові приміщення екіпажу, системи забезпечення життєдіяльності та захисту від зброї масового ураження. Для підтримки комфортних умов на бойових постах, у приміщеннях десанту і житлових приміщеннях екіпажу передбачені системи вентиляції, кондиціювання та опалення, теплозвукоізолюючі покриття, конструкції з вібродемпфуючих матеріалів.
Для приводу нагнітачів повітряної подушки і повітряних гвинтів на кораблях встановлені високотемпературні газотурбінні двигуни. Повітряну подушку формують чотири нагнітальних агрегати НО-10 з осьовим робочим колесом діаметром 2,5 метри. Створення тяги для руху судна здійснюється трьома 4-лопатевими реверсивними гвинтами зі змінним кроком. Гвинти діаметром 5,5 м — в кільцевих насадках з полімерних композитних матеріалів.
Корабель здатний перевозити 3 основних бойових танки сумарною масою до 150 тонн, або 10 бронетранспортерів сумарною масою до 131 тонн, або 8 бойових машин піхоти сумарною масою до 115 тонн. Для десанту передбачено 4 приміщення на 140 місць. Замість бойової техніки приміщення може бути обладнане для розміщення додатково ще 366 чоловік (всього близько 500 чоловік).

## Історія корабля
Корабель із заводським номером С-305 був закладений у Феодосії на кораблебудівному заводі «Море» у 1993 році. За контрактом від 24 січня 2000 року між державною компанією «Укрспецекспорт» і ВМС Греції добудований для Греції. Спущений на воду 9 грудня 2000 року. 3 лютого 2001 року пройшов ходові і державні випробовування, а через чотири дні на автономній транспортувальній док-платформі, спеціально побудованій на Севастопольському морському заводі, він був відправлений до нового місця дислокації у грецький порт Саламіна. У ВМС Греції йому дали ім'я HS «Itaki» (грец. ΠΤΜ Ιθάκη). 17 лютого 2001 року на кораблі піднятий прапор ВМС Греції, а 2 березня того ж року «Ітакі» включений у бойовий склад флоту.